# 西郷信尚
西郷 信尚（さいごう のぶなお）は、戦国時代から安土桃山時代にかけての武将。小野城主。

## 略歴
天正5年（1577年）、6月下旬、父純堯は龍造寺隆信の伊佐早侵攻に際し、降伏を許され、純尚は隆信から偏諱を受け信尚と改めた。そのしばらく後に純堯が死去したため、信尚が西郷氏の家督を継いだ。
同15年（1587年）、豊臣秀吉の九州平定に参陣しなかったため、秀吉から領地を没収される。信尚に変わって龍造寺家晴が伊佐早を治めることとなったが、同年に発生した肥後国人一揆を鎮圧するため、家晴が出陣した隙に信尚が挙兵、伊佐早城を奪回した。秀吉は直ちに鎮圧すべく、小早川隆景の指揮の下、家晴や鍋島氏、肥前有馬氏らに討伐を命じた。信尚方は陣の辻で龍造寺方に戦いを挑むも敗北する。この戦いで信尚は家晴に討たれたとも、妻の実家がある平戸へ逃れたともいわれている。
信尚の嫡男・純久は松浦氏に仕え、500石を領した。
　

## 西郷信尚が登場する作品
- 野呂邦暢『落城記』文藝春秋、1980年
『文學界』79年10月号に原型が発表され大幅加筆して完成した直後に野呂が急死、向田邦子が惚れこんでプロデューサーとしてドラマ化、「わが愛の城－落城記より－」として1980年10月1日に放送されたが、その前に向田が飛行機事故死した[3]。